# 竹内弘高
竹内 弘高（たけうち ひろたか、1946年10月16日 - ）は、日本の経営学者。ハーバード大学経営大学院シニアフェロー、一橋大学名誉教授、学校法人国際基督教大学理事長。
専門はマーケティング・企業戦略など多岐にわたる。

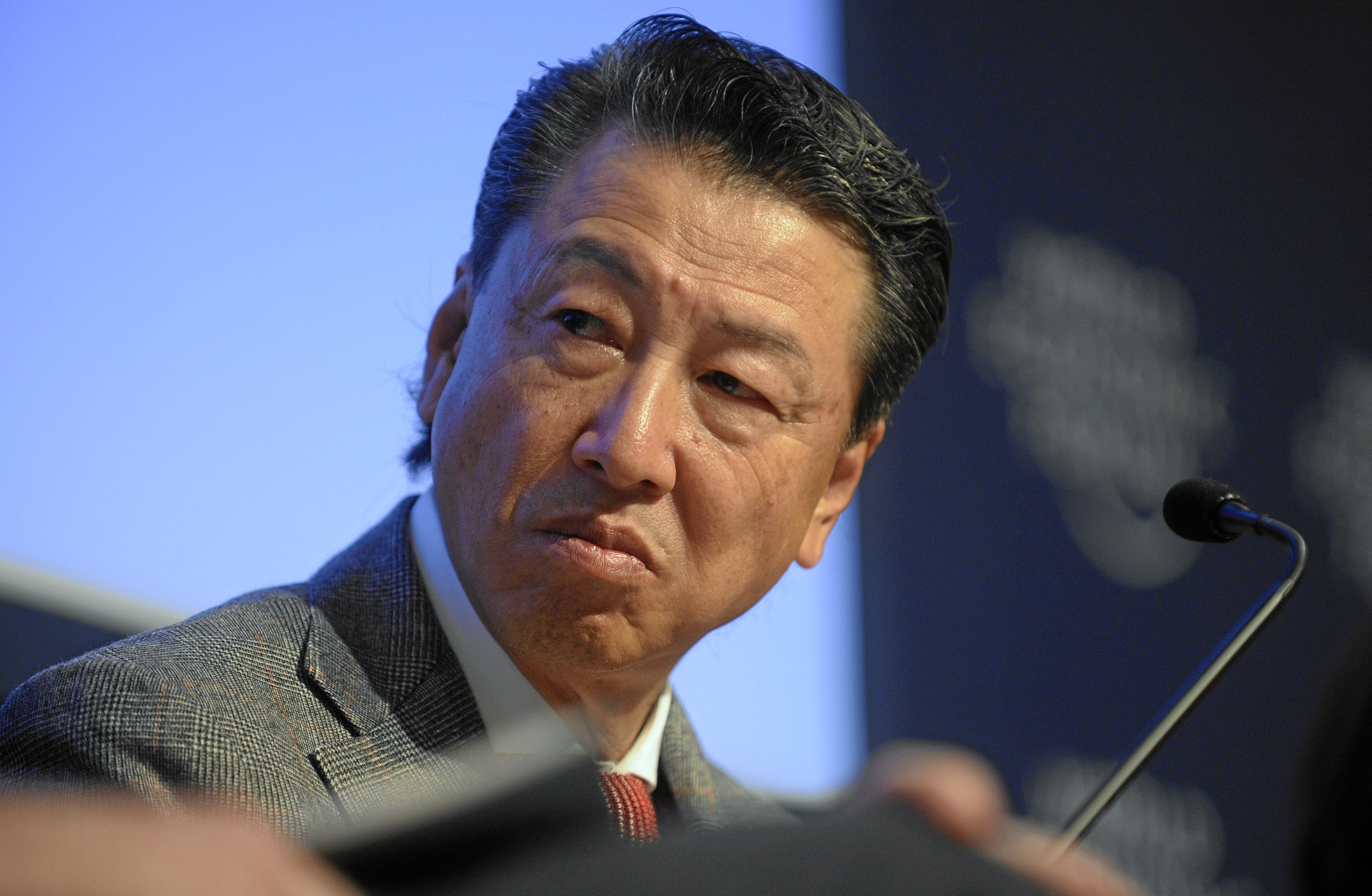

## 人物・経歴
- 東京都生まれ。セント・ジョセフ・インターナショナル・カレッジを経て、1964年アメリカの大学に進学しろという親の反対を押し切り国際基督教大学に入学も、学園紛争で大学封鎖がなされ、カリフォルニア大学バークレー校に留学。
- 1969年国際基督教大学教養学部社会科学科卒業[1]。ICU在学中は奈良橋陽子と演劇をやっていた。
- 大学卒業後マッキャン・エリクソン博報堂（現マッキャン・エリクソン）（世界有数の米広告代理店と日本の大手広告代理店の合弁企業）に1年半勤務した後、マッキンゼー入社のためMBAを取得しようと留学。
- サンフランシスコのマッキャンエリクソンでアルバイトをしながらカリフォルニア大学バークレー校にて1971年経営学修士号及び1977年経営学博士号取得。在学中野中郁次郎（カルフォルニア大学バークレー校名誉教授・一橋大名誉教授）に出会い、野中に誘われ博士課程に進学、研究者への道を志す。

- 1975年、カリフォルニア大学バークレー校講師。
- 1976年 ハーバード大学ビジネススクール講師。
- 1977年博士号取得後マッキンゼーから採用の通知を受けるも、ハーバード大学ビジネススクール助教授に就任。7年間ハーバードに勤めるも、娘の教育を考え帰国。マッキンゼーに就職することを考えるも、野中郁次郎に誘われ1983年4月一橋大学商学部助教授に就任。
- 1987年4月一橋大学商学部教授、1989年から1991年及び1996年ハーバード大学ビジネススクール客員教授、1995年に野中郁次郎との共著で出版された「知識創造企業」（The Knowledge-Creating Company）が、教育系出版社や大学・団体等の出版部が多く加盟する全米出版家協会（英語: Association of American Publishers）の「ベストブック・オブ・ザ・イヤー」に選ばれた。

- 1998年4月 一橋大学大学院国際企業戦略研究科長。

- 2000年6月 オリックス株式会社 監査役（2003年6月まで）。

- 2002年6月 株式会社大和証券グループ本社 経営諮問委員会委員[2]。

- 2004年6月 オリックス株式会社 取締役・指名委員会議長。

- 2005年3月 トレンドマイクロ株式会社 取締役。

- 2008年4月 インテグラル株式会社 社外取締役[3]。

- 2010年3月 一橋大学を定年退職し、一橋大学名誉教授の称号を受ける。同年4月、ユニクロを運営するファーストリテーリング社の企業内リーダー養成機関の副学長に就任。7月、マイケル・ポーター教授の招聘によりハーバード大学ビジネススクール教授[4]。

- 2015年6月 株式会社グリーンペプタイド（現ブライトパス・バイオ株式会社） 社外取締役。

- 2015年6月 株式会社ピー・アンド・イー・ディレクションズ 社外取締役。
- 2016年3月 大和証券グループ本社 社外取締役（同社経営諮問委員会委員等は退任）[5]。同年6月、三井物産株式会社 社外取締役[6]。
- 2019年6月 学校法人国際基督教大学理事長[7]。

## ゼミ生
- 指導学生には阿久津聡（一橋大学教授）、大薗恵美（一橋大学教授）、藤川佳則（一橋大学准教授）[8]、遠山亮子（中央大学教授）[9]、麻生巌（麻生社長）[10]、足立光（日本マクドナルドCMO、元シュワルツコフヘンケル社長）、篠原誠（電通エグゼクティブ・クリエイティブ・ディレクター）、常見陽平（人事コンサルタント）、成松正人（三井物産）などがいる[11]。

## その他
- 日本経済新聞社『NIKKEI GSR PROJECT』副主査[12]。

## 著作
- 『マーケティング・アンビション思考』　（共著 角川書店 2008年）
- 『トヨタの知識創造経営　（共著 日本経済新聞社 2008年）
- 『日本の競争戦略』（共著 ダイヤモンド社 2000年）
- 『知識創造企業』（共著 東洋経済新報社 1996年）
- 『ベスト・プラクティス革命―成功企業に学べ』（ダイヤモンド社 1994年）
- 『企業の自己革新―カオスと創造のマネジメント』（共著 中央公論社 1986年）

## 訳書
- 『競争戦略論（1）』（マイケル・ポーター著 ダイヤモンド社 1999年）
- 『競争戦略論（2）』（マイケル・ポーター著 ダイヤモンド社 1999年）